# Malaltia de les artèries coronàries
La malaltia de les artèries coronàries (o, simplement, malaltia coronària) és de fet un grup de malalties entre les que cal incloure: l'angina de pit, l'angina inestable, l'infart miocardíac i la mort sobtada cardíaca. Està dins del grup de les malalties cardiovasculars, de les quals és la més comuna. Un símptoma típic és l'angina de pit o bé una molèstia, el dolor pot manifestar-se a l'espatlla, els braços, l'esquena, el coll, o la mandíbula. Normalment els símptomes tenen lloc en fer exercici físic, o al patir un estrès emocional, els símptomes normalment duren uns pocs minuts, i es nota una certa millora amb el descans. Es pot tenir una certa dificultat per respirar, i de vegades no hi ha símptomes. Normalment la primera indicació és un atac de cor. Altres complicacions inclouen la insuficiència cardíaca, o els trastorns de la freqüència cardíaca.
Els factors de risc inclouen: la hipertensió arterial, el fumar tabac, la diabetis, la manca d'exercici, l'obesitat, la hipercolesterolèmia, la mala alimentació, la manca de vitamina C, el consum elevat d'alcohol, l'enuig, l'ansietat (retroalimentant-se al provocar ansietat el fet de ser hospitalitzats) i la depressió.
La malaltia té lloc quan hi ha ateroesclerosi a les artèries coronàries.
Hi ha un nombre de proves mèdiques que es poden realitzar amb el propòsit de fer un diagnòstic de la malaltia, entre aquestes proves s'inclou: l'electrocardiograma, la prova d'esforç o ergometria, la tomografia computada del cor, l'angiografia coronària i la coronariografia.
Es pot prevenir la malaltia coronària amb una dieta sana, fent exercici regularment, mantenint un pes saludable i evitant fumar. De vegades, es fan servir medicaments per a la diabetis o per controlar la pressió arterial.
Hi ha una baixa evidència de que calgui fer una revisió mèdica a les persones que tinguin un risc baix de desenvolupar la malaltia i, lògicament, que no pateixin cap símptoma. El tractament requereix els mateixos consells, entre ells està la prevenció. Es pot recomanar prendre medicaments addicionals com: antiagregant plaquetari, incloent aspirina, betablocadors, o nitroglicerina. Es poden fer servir procediments mèdics com l'angioplàstia coronària o el bypass coronari, en cas de patir una malaltia del cor greu.
En les persones amb una malaltia coronària greu, el bypass coronari i l'angioplàstia coronària, poden ajudar a millorar l'esperança de vida, juntament amb els altres tractaments, i poden fer disminuir el risc de patir un atac de cor.
En 2015, la malaltia de les artèries coronàries va ser la causa més comuna de mort en el món, amb un total de més de 8,9 milions de morts, el que representa un 16% de totes les morts.
El risc de morir d'una malaltia de les artèries coronàries ha minvat entre els anys 1980 i 2010, especialment en els països desenvolupats. El nombre de casos de persones que pateixen una malaltia en les artèries coronàries, ha minvat també entre 1990 i 2010. En 2010 en els Estats Units d'Amèrica aproximadament un 20% de les persones majors de 65 anys, van tenir una malaltia en les artèries coronàries, mentre que aquesta mateixa malaltia es va presentar en un 7% de les persones d'entre 45 i 64 anys, i en un 1.3 % de les persones d'entre 18 i 45 anys. El risc de patir una malaltia de les artèries coronàries és més alt entre els homes.